# Биккель, Альфред
А́льфред Би́ккель (нем. Alfred Bickel; 12 мая 1918, Эпштайн — 18 августа 1999) — швейцарский футболист и футбольный тренер. С 1935 по 1956 год он играл за первую команду «Грассхоппера» в течение 21 сезона. В этот период он выиграл семь чемпионских титулов с клубом, восемь Кубков Швейцарии (в 1956 году он не был игроком окончательного состава) и сделал пять «дублей»: в 1937, 1942, 1943, 1952 и 1956 годах. В сборной благодаря хорошей технике игры был выдающимся нападающим с 1936 по 1954 год, он принял участие в 71 игре и забил 15 голов. Он участвовал в чемпионате мира 1938 года во Франции и 1950 года в Бразилии, став наряду со шведом Эриком Нильссоном единственными игроками, выступавшими в Кубке мира до и после Второй мировой войны. Ассоциация швейцарских спортивных журналистов объявила его ведущим бомбардиром чемпионата с 202 голами, в 1953 году он стал первым футболистом, получившим звание «Заслуженный спортсмен страны».

## Карьера

### Клубная (1935—1956)
В ноябре 1935 года (в 17 лет) он стал игроком «Грассхоппера». В то же время в клуб пришёл австрийский тренер Карл Раппан. Успешная совместная работа для «Хопперс» продолжалась до 1948 года. Во второй год игры, 1936/37, воспитанник знаменитого Раппана 18 июня 1936 сыграл свой первый международный матч в Осло против Норвегии, игра закончилась победой швейцарцев со счётом 2:1. Тогда в сборной было много молодых игроков, таких как вратарь Вилли Хубер; пара защитников Северино Минелли и Вальтер Вайлер; полузащитники Херманн Шпрингер, Сирио Вернати, Зигмунд Гуттормсен и нападающие Фриц Вагнер, Макс Абегглен, Ойген Рупф и Генрих Вита, которые играли свои первые годы в чемпионате. В 1938 году было фиаско в борьбе за чемпионство с «Лугано», но удалось выиграть в финале кубка со счётом 5:1 19 июня 1938 года в матче против «Серветта». Серия успехов Беккеля со своим клубом продолжалась в сотрудничестве с тренером Раппаном до 1946 года. Было выиграно четыре чемпионата: в 1939, 1942, 1943 и 1945 годах, а также столько же кубков в период с 1940 по 1943 год подряд и 22 апреля 1946 года со счетом 3:0 была одержана победа над «Лозанной», которая добавила в коллекцию клуба пятый кубок.
С тренером Вилли Тремлом и коллегами по нападению Робером Балламаном и Роже Фонлантеном к команде Биккеля вернулись успехи в чемпионате, в сезоне 1951/52 пришёл новый двойной успех. В 1954 году, когда чемпионат мира был проведён в Швейцарии (без Биккеля), ветеран сыграл 25 матчей лиги, забив 12 голов. В лиге разница в одно очко с «Ла-Шо-де-Фон» в сезоне 1953/54 принесла «Грассхопперу» второе место. Успех в лиге и кубке, вызовы в национальную сборную игроков «Хопперс» сподвигли их на кругосветное турне с 26 декабря 1954 по 17 февраля 1955 года с остановками в 21 стране.
Фреди Биккель преуспел в частности в тонкой обработке мяча, удивительной пластике тела. Ему удалось сохранить место в составе благодаря редкому постоянству производительности и лояльности клуба, это способствовало тому, что он в своём 21-м сезоне 1955/56 сыграл 13 матчей и забил два гола, кроме него, творцами успеха клуба были Карл Элсенер, Вернер Хасси, Бранислав Вукосавльевич и Робер Балламан.
Его брат Рейнхард играл на позиции левого вингера, а сын Томас в период с 1986 по 1995 год сыграл 52 матча в национальной сборной. В 1956 году он ушёл на пенсию после более чем 1000 матчей в своей игровой карьеры. Биккель имел непоколебимый авторитет в команде и оставался с «Грассхоппер», несмотря на многочисленные предложения из-за рубежа. Последние годы жизни Фреди Биккель провёл в Цюрихе.
Он неоднократно работал с «Хопперс» в качестве временного тренера.

### Сборная (1936—1954)
В 18 лет молодой нападающий дебютировал 18 июня 1936 года на правом фланге в составе сборной на международном матче против Норвегии в Осло (2:1). Свой первый гол он забил три дня спустя, 21 июня в Стокгольме, его команда проиграла со счётом 2:5 в товарищеском матче против сборной Швеции. В сборной было много молодых игроков, таких как Поль Эби, Нума Моунард, Макс Абегглен и Винченцо Чизери. Когда его клубный тренер Карл Раппан впервые стал у руля сборной 19 сентября 1937 года и дебютировал Женя Валашек в игре против Австрии в Вене, Биккель также играл в том матче, который завершился поражением со счётом 3:4. Во время матча 31 октября 1937 года в Женеве против Италии, который закончился ничьей 2:2, он был заменён на 28-й минуте из-за перелома ключицы, но вернулся снова в ряды сборной уже 6 февраля 1938 года на матч в Кёльне против Германии, который также закончился ничьей со счётом 1:1. Раппан полагаться на сыгранность и хорошие отношения с игроками «Грассхоппера», поэтому клуб был представлен семью игроками: Вилли Хубер, Северино Минелли, Аугуст Леманн, Херманн Шпрингер, Сирио Вернати, Фриц Вагнер и Фреди Биккель — в матче с подопечными Зеппа Хербергера.
Непосредственно перед началом чемпионата мира во Франции Биккель сыграл 21 мая в его родном городе Цюрихе против родины футбола, Англии. Раппан применил особую тактику. Тем не менее тактический вариант с оттянутым нападающим, которым был Биккель, принёс успех, Эдди Хэпгуд, Стэнли Мэтьюз и Клифф Бастин были нейтрализованы, а новая концепция сенсационно принесла два гола Жоржа Эби и Андре Абегглена и, соответственно, успех в виде счёта 2:1. В 20 лет Биккель сыграл на Кубке мира 1938. 9 июня был достигнут успех в переигровке с Германией со счётом 4:2, при том, что счёт был сравнян лишь на 63-й минуте (2:2). Сборная сыграла три матча на чемпионате мира (2 игры против Германии), и Венгрия, которой швейцарцы уступили со счётом 2:0, дошла до самого финала.
В 1939 году Биккель сыграл два матча с грандами (оба в Цюрихе): против Венгрии (2 апреля) и чемпиона мира, Италии (12 ноября). Другие известные игры с «Нати»: 1 февраля 1942 против Германии (2:1), 21 июля 1945 года против Англии (3:1, победа), 10 ноября 1946 года против Австрии (1:0, победа), 18 мая 1947 года снова против Англии (1:0, победа), 17 мая 1948 года против Шотландии (2:1). На чемпионате мира в Бразилии в 1950 году он сыграл в группе матчи против Югославии (0:3, поражение) и 25 июня в Сан-Паулу была добыта сенсационная ничья 2:2 с Бразилией (дубль Жака Фаттона), тренером Швейцарии был Франко Андреоли. После чемпионата мира в Бразилии Биккель также сыграл 22 ноября 1950 года в Штутгарте перед 115000 зрителями в первом матче сборной Германии после Второй мировой войны. Он был капитаном, немецкую же сборную на поле вывел Андреас Купфер.
30 мая в Цюрихе состоялся последний матч подготовки «Нати» к чемпионату мира 1954 года, Фреди Бикель сыграл свой семьдесят первый матч за сборную против Нидерландов (3:1, победа, хет-трик Роже Фонлантена) после 18 лет с национальной командой. Однако Швейцарский футбольный союз не включил 36-летнего ветерана в заявку на мундиаль.
Похоронен на Альтштеттенском кладбище в Цюрихе.

## Достижения
- Лучший бомбардир в истории «Грассхоппера»: 315+ голов

## Статистика выступлений
| Клуб             | Сезон            | Лига | Лига | Кубок Швейцарии | Кубок Швейцарии | Кубок Митропы | Кубок Митропы | Итого | Итого |
| Клуб             | Сезон            | Игры | Голы | Игры            | Голы            | Игры          | Голы          | Игры  | Голы  |
| ---------------- | ---------------- | ---- | ---- | --------------- | --------------- | ------------- | ------------- | ----- | ----- |
| Грассхоппер      | 1935/36          | 20   | 16   | 1               | 0               | 0             | 0             | 21    | 16    |
| Грассхоппер      | 1936/37          | 21   | 10   | 6               | 8               | 2             | 1             | 29    | 19    |
| Грассхоппер      | 1937/38          | 16   | 8    | 5               | 5               | 4             | 3             | 25    | 16    |
| Грассхоппер      | 1938/39          | 21   | 9    | 5               | 3               | 0             | 0             | 26    | 12    |
| Грассхоппер      | 1939/40          | 22   | 11   | 5               | ?               | 0             | 0             | 27    | 11+   |
| Грассхоппер      | 1940/41          | 21   | 8    | 7               | 3               | 0             | 0             | 28    | 11    |
| Грассхоппер      | 1941/42          | 28   | 9    | 6               | 1               | -             | -             | 34    | 10    |
| Грассхоппер      | 1942/43          | 25   | 18   | 5               | 2               | -             | -             | 30    | 20    |
| Грассхоппер      | 1943/44          | 23   | 15   | 2               | 0               | -             | -             | 25    | 15    |
| Грассхоппер      | 1944/45          | 26   | 17   | 3               | 3               | -             | -             | 29    | 20    |
| Грассхоппер      | 1945/46          | 20   | 9    | 5               | 3               | -             | -             | 25    | 12    |
| Грассхоппер      | 1946/47          | 25   | 14   | 3               | 1               | -             | -             | 28    | 15    |
| Грассхоппер      | 1947/48          | 21   | 12   | 5               | 4+              | -             | -             | 26    | 16+   |
| Грассхоппер      | 1948/49          | 25   | 10   | 6               | 6               | -             | -             | 31    | 16    |
| Грассхоппер      | 1949/50          | 22   | 18   | 2               | 3               | -             | -             | 24    | 21    |
| Грассхоппер      | 1950/51          | 23   | 31   | 4               | 5               | -             | -             | 27    | 36    |
| Грассхоппер      | 1951/52          | 21   | 12   | 6               | 4               | 0             | 0             | 27    | 16    |
| Грассхоппер      | 1952/53          | 17   | 6    | 7               | 8               | -             | -             | 24    | 14    |
| Грассхоппер      | 1953/54          | 26   | 12   | 3               | 0               | -             | -             | 29    | 12    |
| Грассхоппер      | 1954/55          | 17   | 5    | 1               | 0               | -             | -             | 18    | 5     |
| Грассхоппер      | 1955/56          | 13   | 2    | 2               | 0               | 0             | 0             | 15    | 2     |
| Всего за карьеру | Всего за карьеру | 453  | 252  | 89              | 59+             | 6             | 4             | 548   | 315+  |